# (15809) 1994 JS
(15809) 1994 JS là một vật thể ngoài Sao Hải Vương trong vành đai Kuiper, nằm ngoài Sao Diêm Vương. Nó có cộng hưởng quỹ đạo với Sao Hải Vương là 3:5.